# تروی نل لاتزیو
تروی نل لاتزیو (به ایتالیایی: Trevi nel Lazio) یک کومونه در ایتالیا است که در استان فروزینونه واقع شده‌است. تروی نل لاتزیو ۵۴ کیلومتر مربع مساحت و ۱٬۷۵۴ نفر جمعیت دارد و ۸۲۱ متر بالاتر از سطح دریا واقع شده‌است.

## خواهرخوانده
شهر روکا دی بوته خواهرخواندهٔ تروی نل لاتزیو هست.